# Желязковець
Желя́зковець (болг. Желязковец) — село в Разградській області Болгарії. Входить до складу общини Самуїл.

## Населення
За даними перепису населення 2011 року у селі проживали 663 особи.
Національний склад населення села:
| Національність   | Кількість осіб | Відсоток |
| ---------------- | -------------- | -------- |
| турки            | 377            | 56,9%    |
| цигани           | 227            | 34,2%    |
| болгари          | 49             | 7,4%     |
| Всього відповіли | 663            |          |

Розподіл населення за віком у 2011 році:
Динаміка населення: